# Totbadeaktion
Totbadeaktion – akcja eksterminacji więźniów przeprowadzana w Gusen, podobozie KL Mauthausen. Polegała na masowym mordowaniu więźniów poprzez „śmiertelne kąpiele”. Akcja ta trwała od 29 września 1941 do stycznia 1942. Na jej skutek zginęło około 2 tysiące więźniów.
Przebieg Totbadeaktion był następujący: chorych i niezdolnych do pracy więźniów zapędzano do obozowej łaźni, gdzie mieściło się ich do 300. Następnie puszczano z pryszniców lodowato zimną wodę pod bardzo dużym ciśnieniem. Trwało to około pół godziny, część więźniów umierała na skutek utopienia lub upadku na podłogę. W trakcie akcji esesmani i kapo bili więźniów. Ci, którzy przeżyli „śmiertelną kąpiel”, zwykle umierali po krótkim czasie na zapalenie płuc. Pomysłodawcą i głównym organizatorem Totbadeaktionen był komendant Gusen Karl Chmielewski, a samą akcją kierował jego adiutant Bruno Jentzsch. „Śmiertelne kąpiele” były unikatowym sposobem masowego mordowania więźniów, występującym wyłącznie w obozie Gusen. Wydarzenie z Gusen opisuje w swojej książce Pięć lat kacetu Stanisław Grzesiuk, który w tym czasie był więźniem tego obozu.